# I Couldn’t Sleep a Wink Last Night
I Couldn’t Sleep a Wink Last Night ist ein Song von Jimmy McHugh (Musik) und Harold Adamson (Text), der 1943 veröffentlicht wurde.
Das Songwriterteam McHugh und Adamson, das im Jahr zuvor mit dem Kriegssong Comin’ In on a Wing and a Prayer erfolgreich war,  schrieb „I Couldn’t Sleep a Wink Last Night“ für den Film Higher and Higher (1944) unter der Regie von Tim Whelan, mit Michèle Morgan, Jack Haley und Frank Sinatra in den Hauptrollen. Frank Sinatra stellt den Song in dem Film vor. I Couldn’t Sleep a Wink Last Night erhielt 1945 eine Oscar-Nominierung in der Kategorie Bester Song.
Der Songtitel I Couldn’t Sleep a Wink Last Night geht auf eine Redewendung in der englischen Sprache zurück, übersetzt Hab’ letzte Nacht kein Auge zugekriegt. Im Liedtext klagt der Liebhaber „wegen dieses lächerlichen Streits“ in der letzten Nacht „kein Auge zugekriegt“ zu haben. Er glaubte die ganze Nacht, sein „Herz würde brechen“, und er wüsste, seiner Geliebten täte dies Leid und ihm ebenso.
Sinatras Plattenaufnahme des Songs erschien auf Columbia 36687 (gekoppelt, mit A Lovely Way to Spend an Evening). Gecovert wurde I Couldn’t Sleep a Wink Last Night 1943 von Woody Herman and His Orchestra (Decca 71498) und von Sonny Dunham, weiterhin in den 1940er-Jahren u. a. vom Count Basie Orchestra, Glenn Miller, Tommy Dorsey, Louis Armstrong, Dinah Shore (Victor 20-1562, gekoppelt mit Now I Know) und den Ames Brothers (RCA Victor). In den 1950er Jahren nahmen noch Urbie Green (Jimmy McHugh in Hi-Fi, 1958) und Oscar Peterson (Jimmy McHugh Songbook 1959) den Song auf. Der Sänger Bob Dylan interpretierte ihn auf seiner Great-American-Songbook-Sammlung Triplicate (2017).